# Comori, Mureș
Comori este un sat în comuna Gurghiu din județul Mureș, Transilvania, România.

## Atestare documentară
În 1453 localitatea este atestată documentar cu denumirea villa Kenches, iar în 1644 este consemnată în documente ca Kinczes.

## Așezare geografică
Localitatea se află în partea central-nordică a județului Mureș, pe teritoriul administrativ al comunei Gurghiu, la o distanță de 11,5 km de centrul de comună de care e legată prin drumurile comunale DC7 și DC 10.

## Lăcașuri de cult
Biserică ortodoxă cu hramul Sfântul Ierarh Nicolae construită în stil brâncovenesc între anii 1946-1949 (lucrările au fost demarate cu sprijinul Casei Regale).

## Imagini

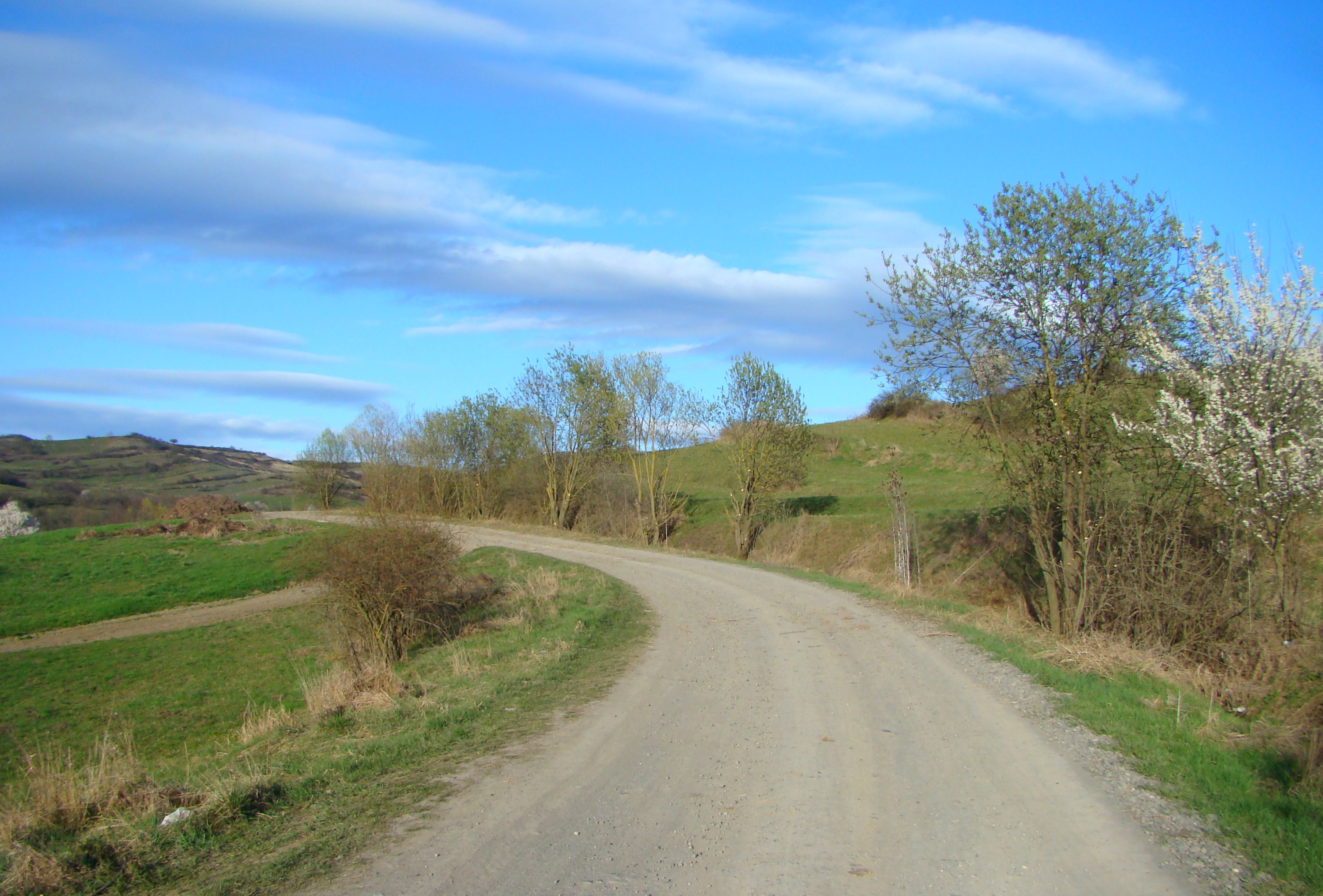
Drumul Sânmihai de Pădure-Comori
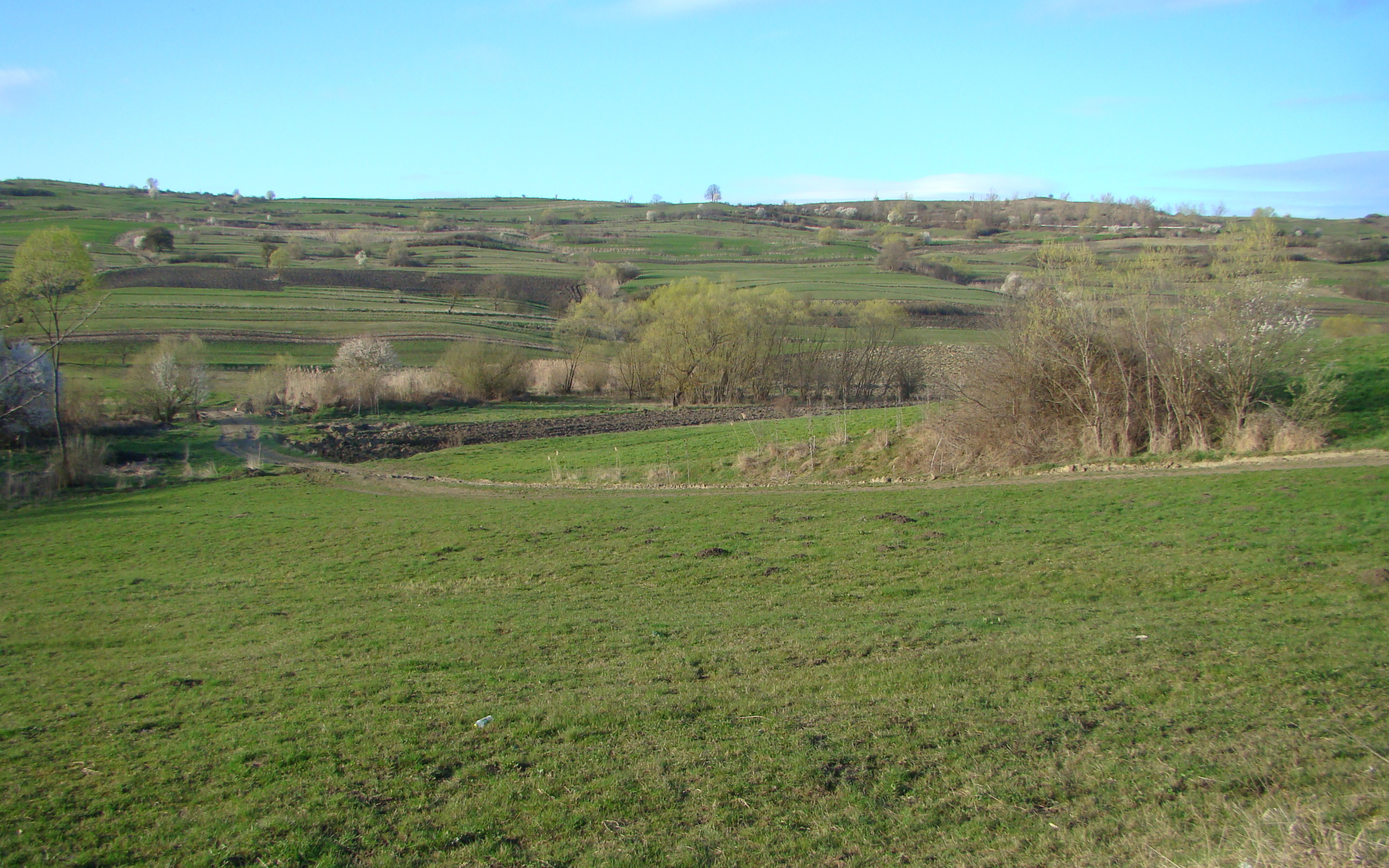
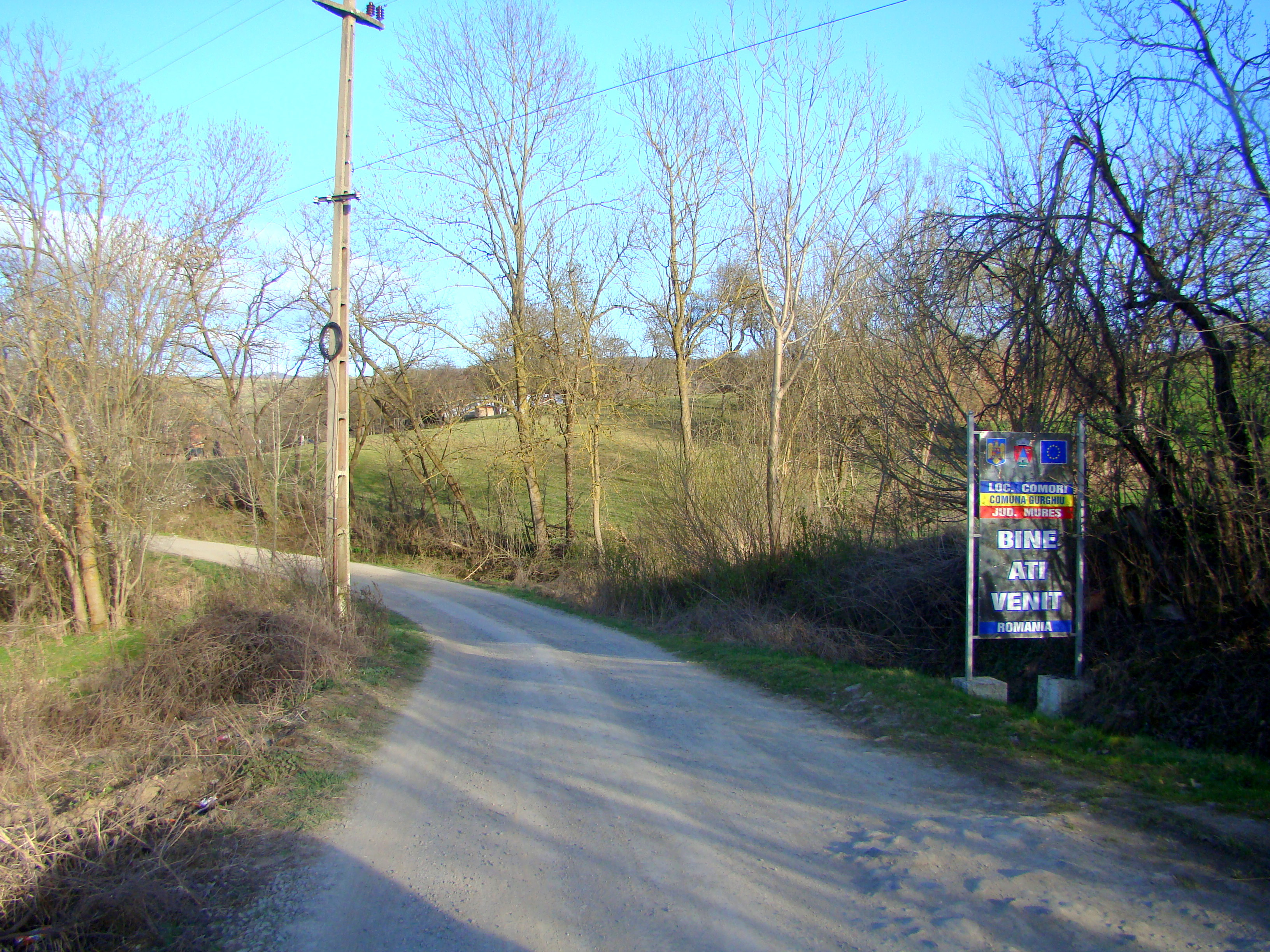
Intrarea în localitate
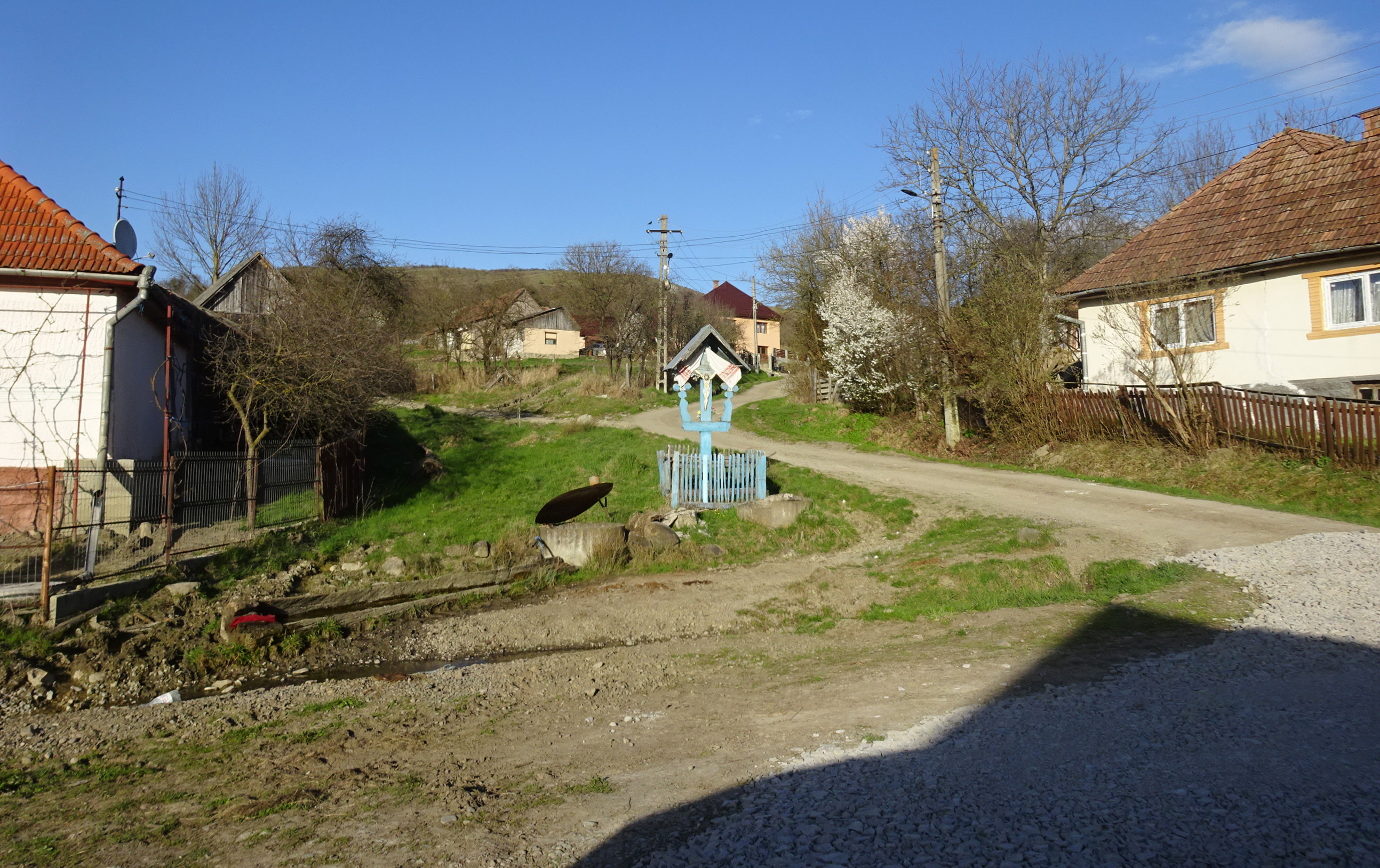
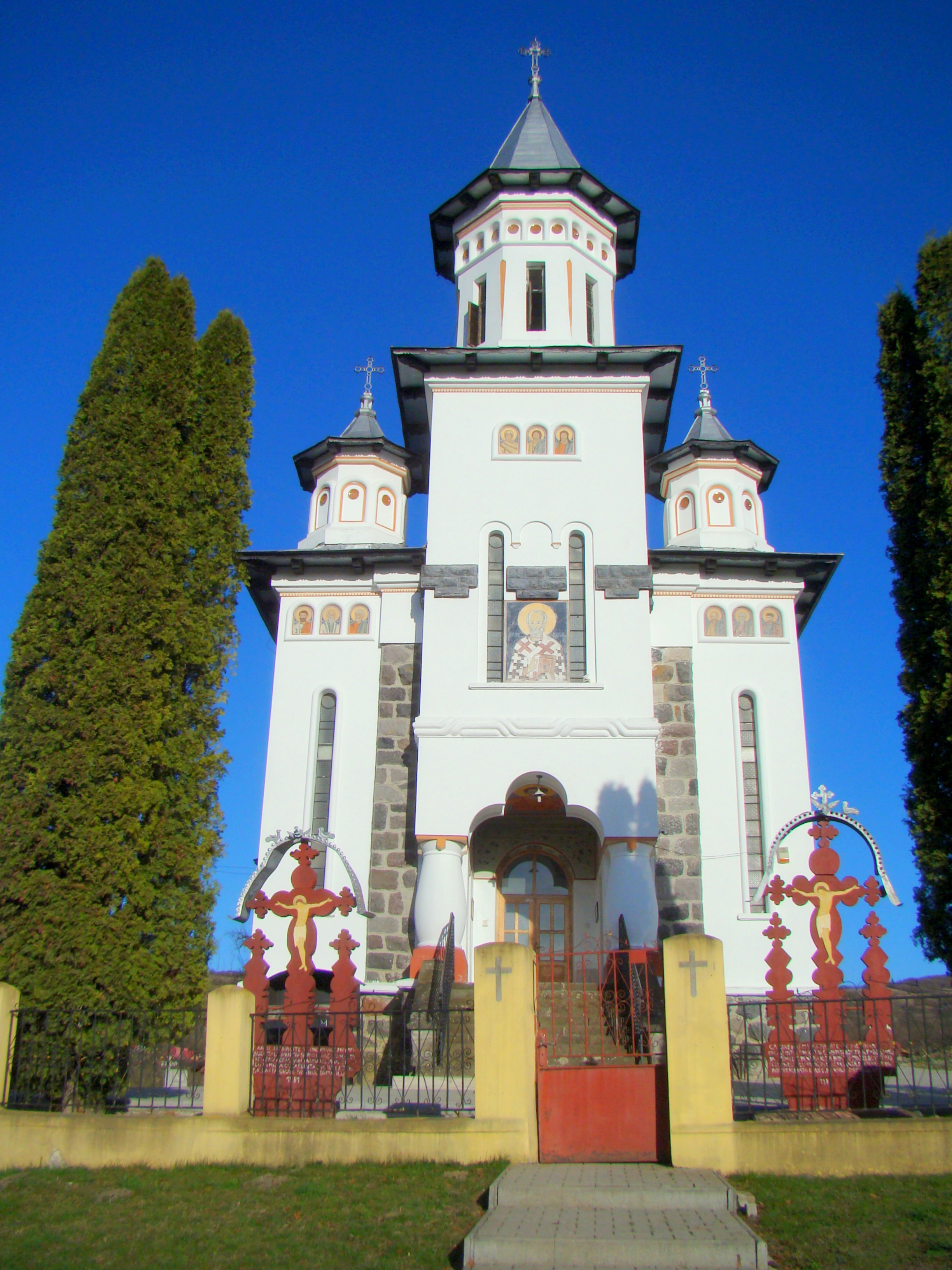
Biserica Sfântul Nicolae din Comori
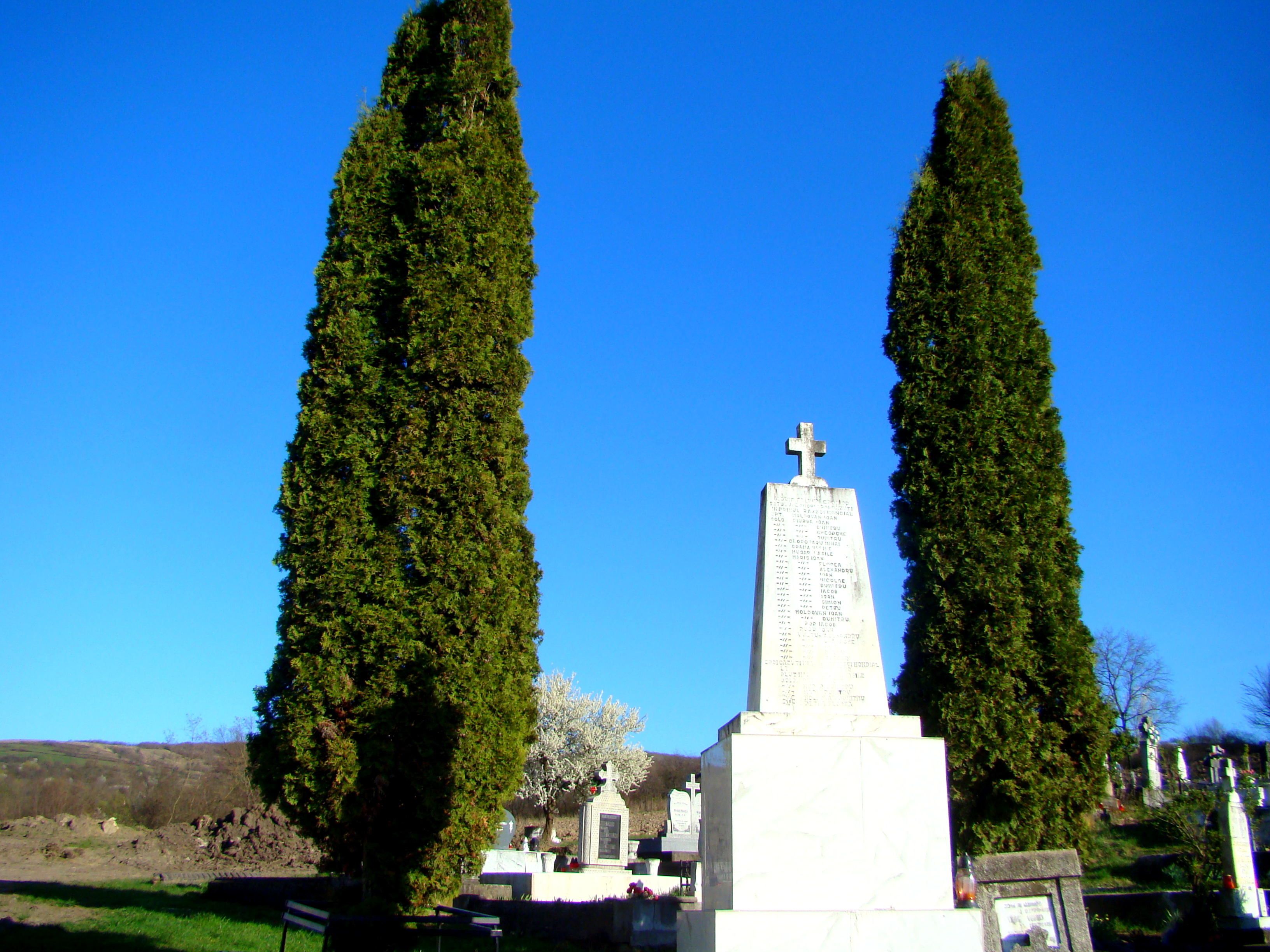
Monumentul eroilor
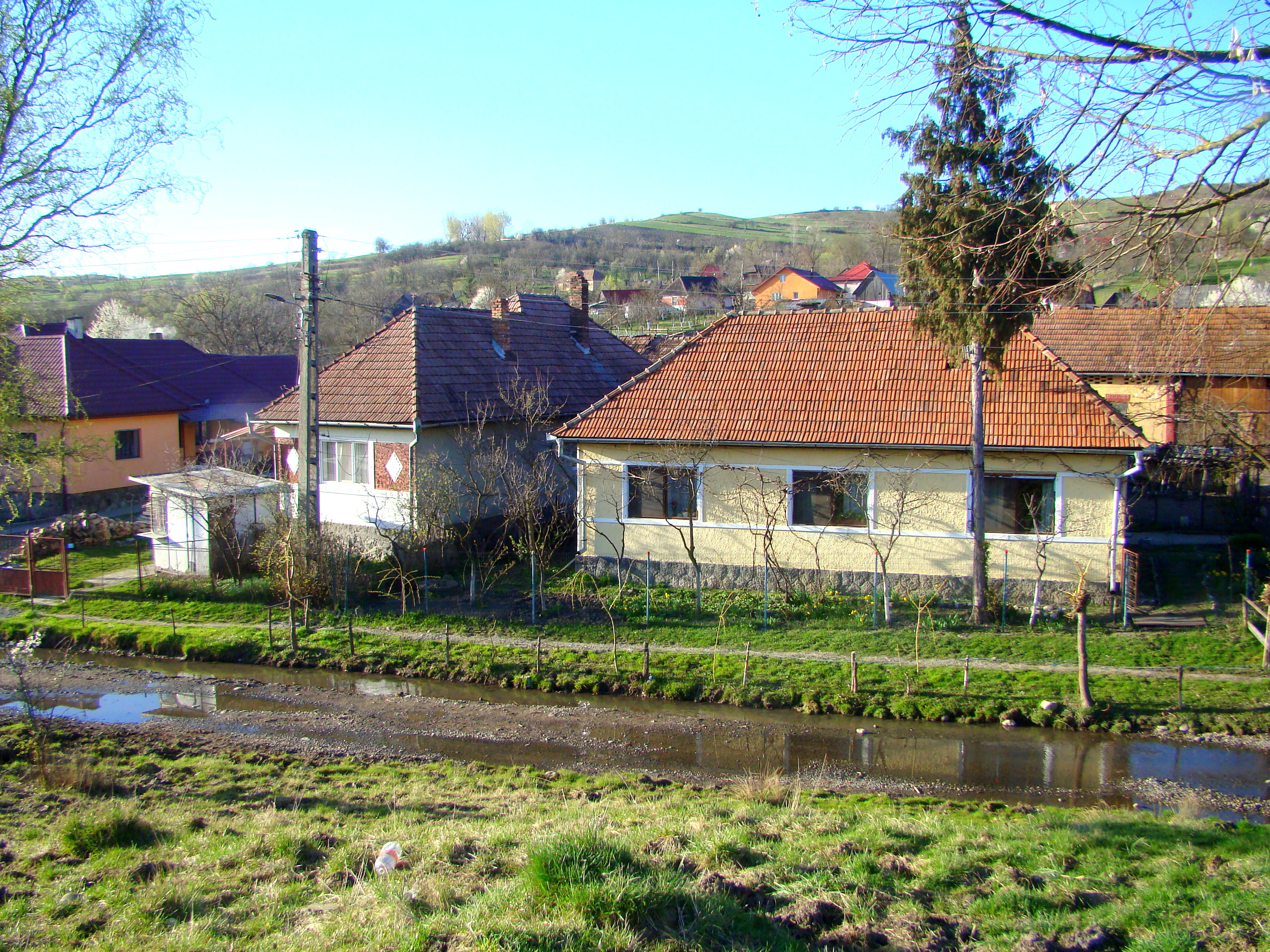
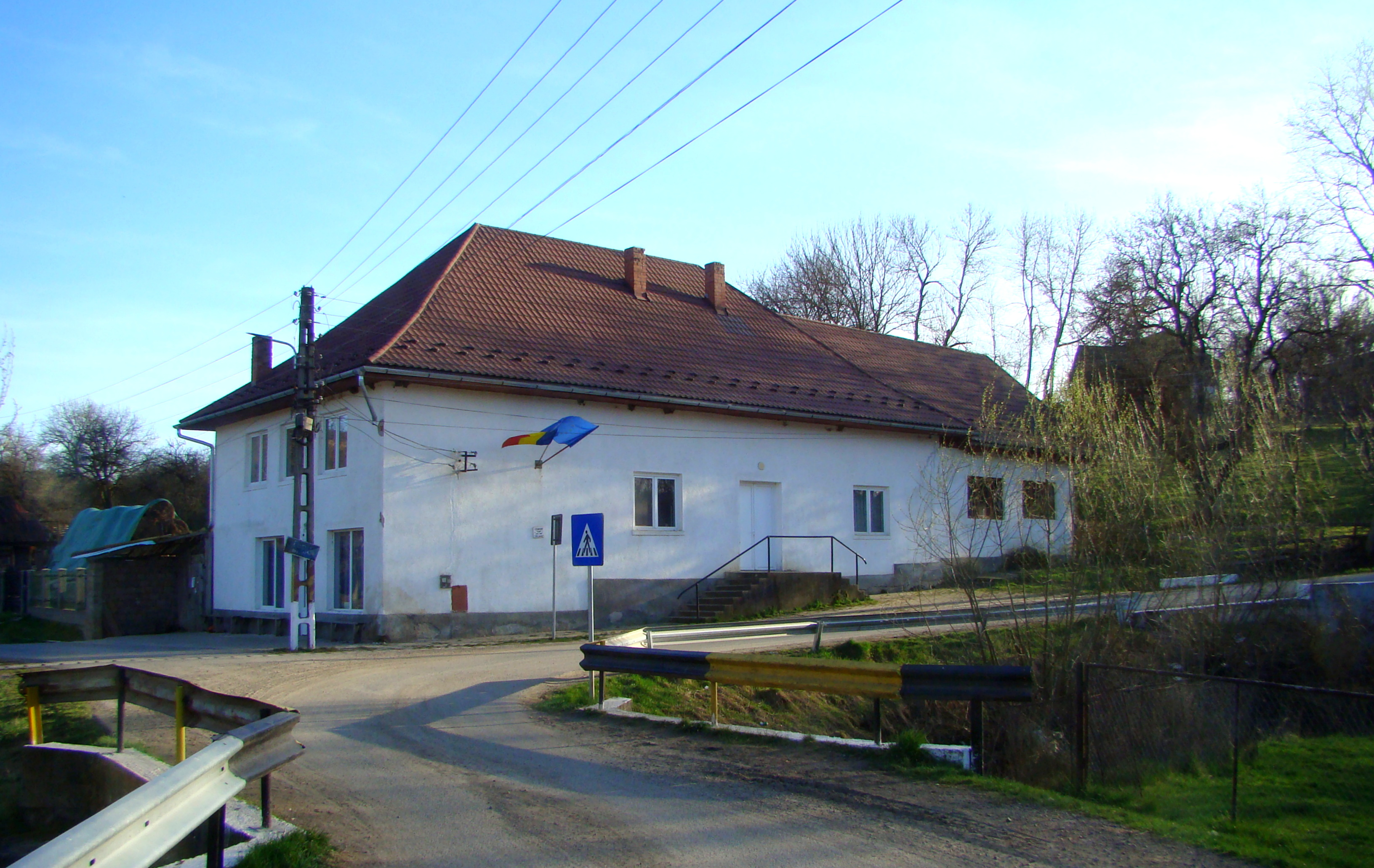
Căminul cultural
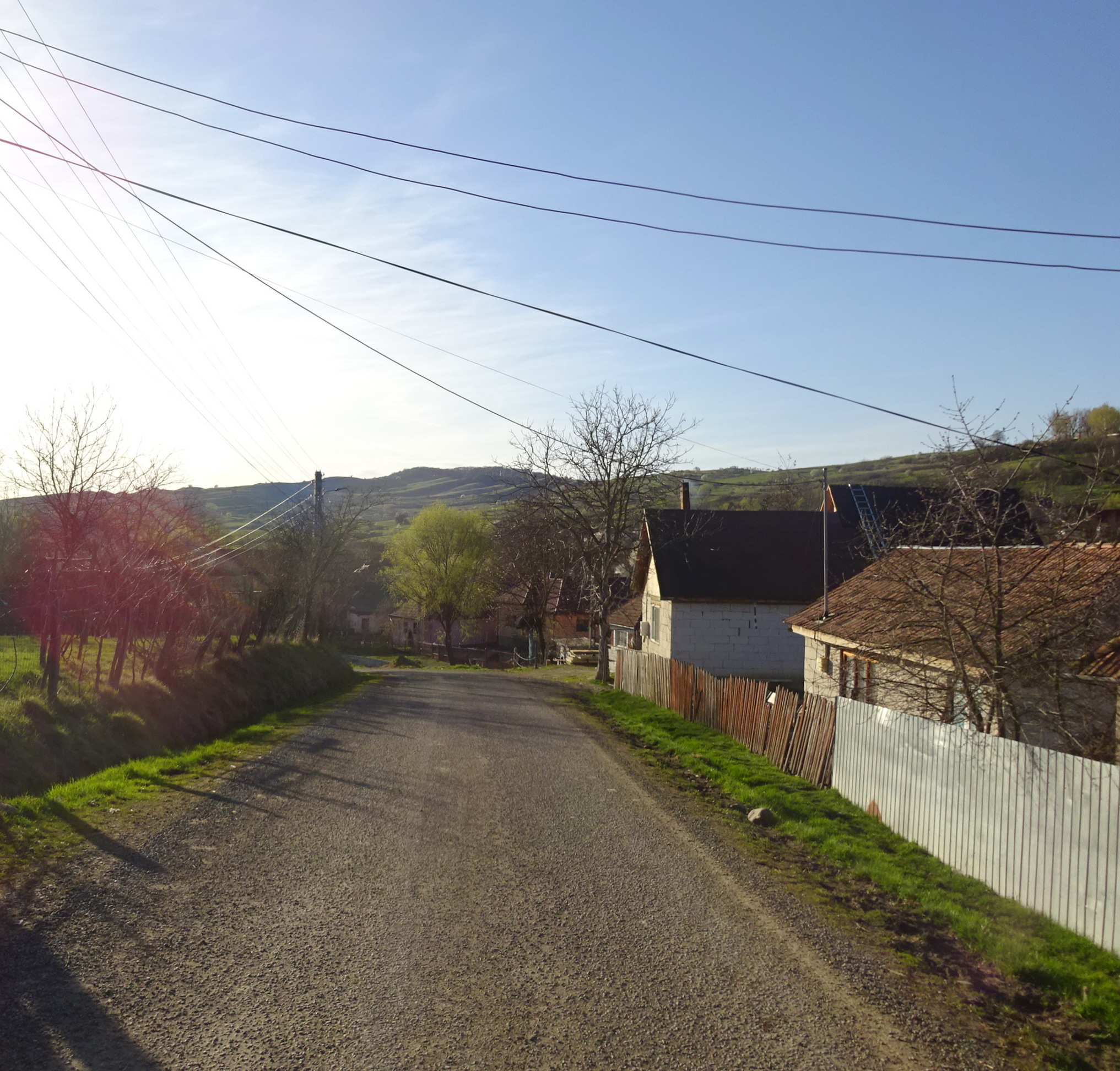
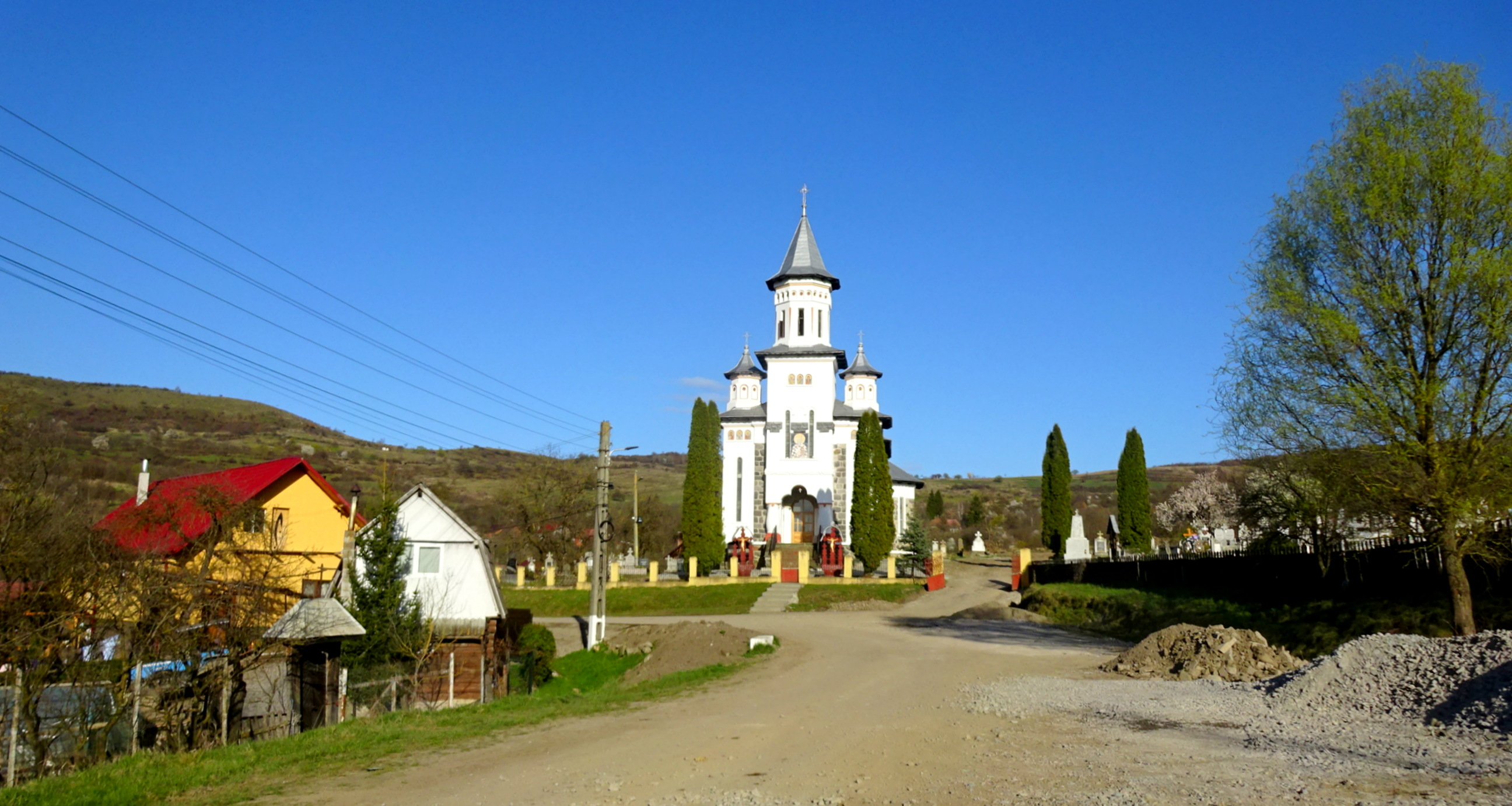
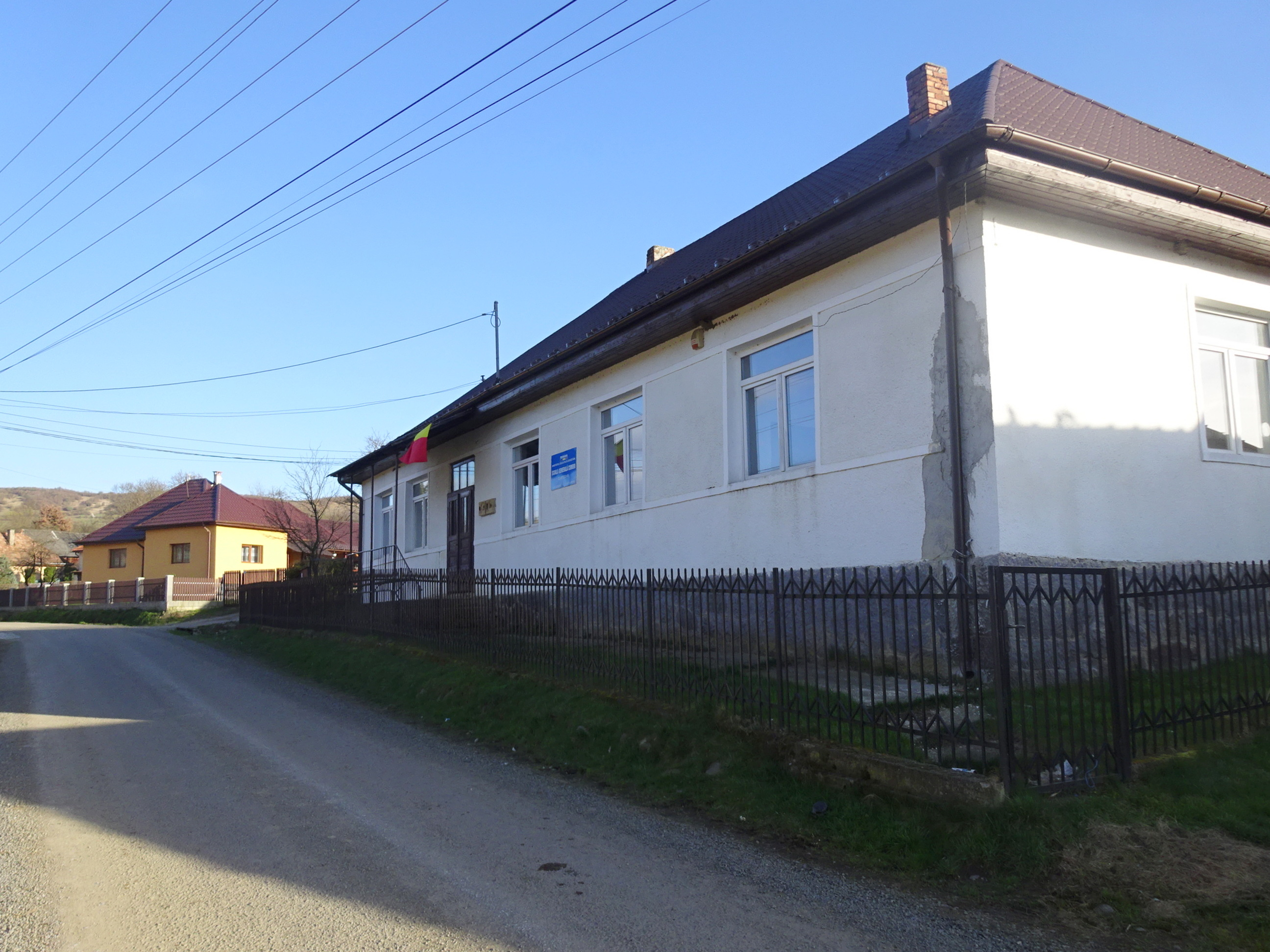
Școala
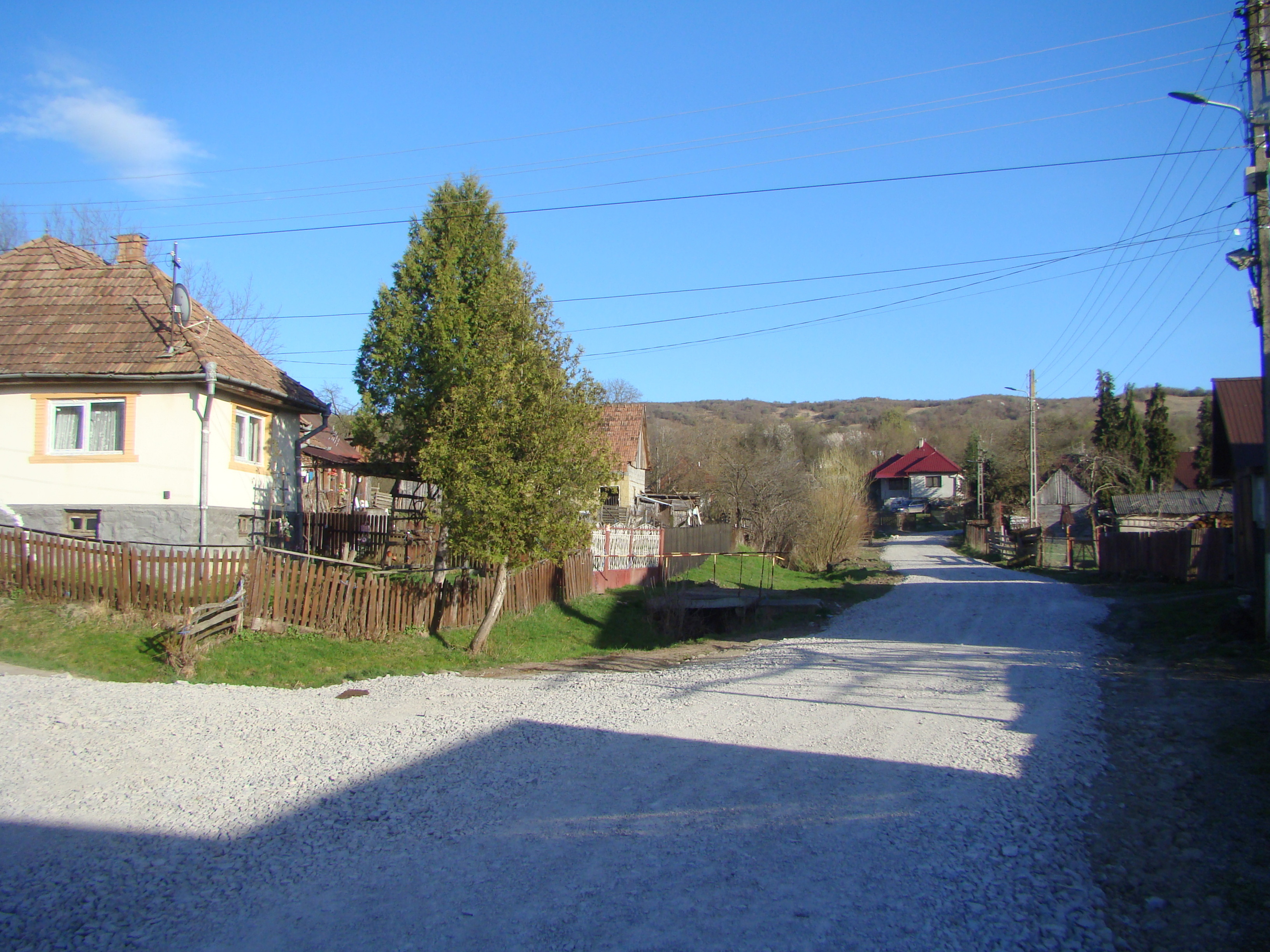
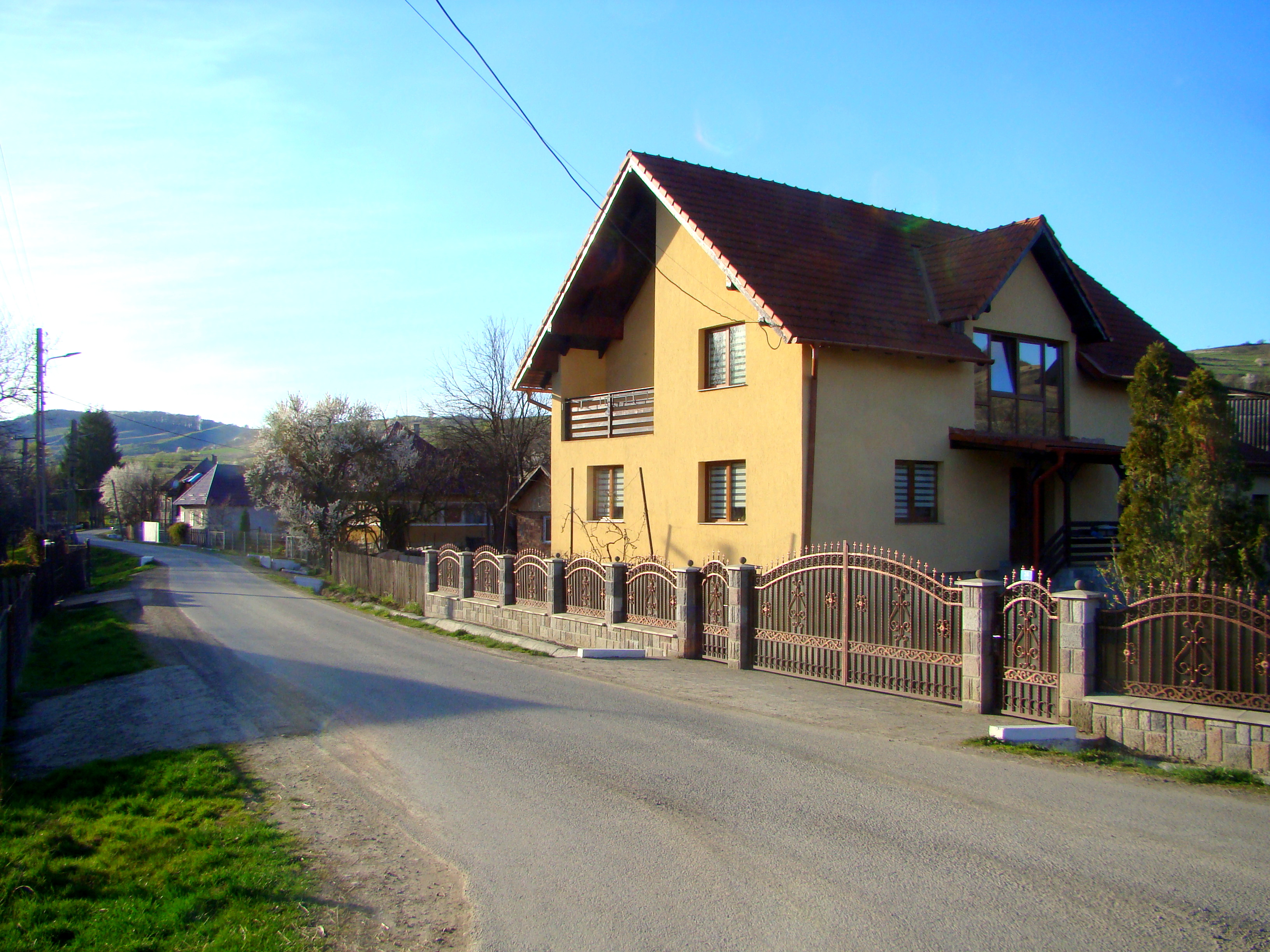
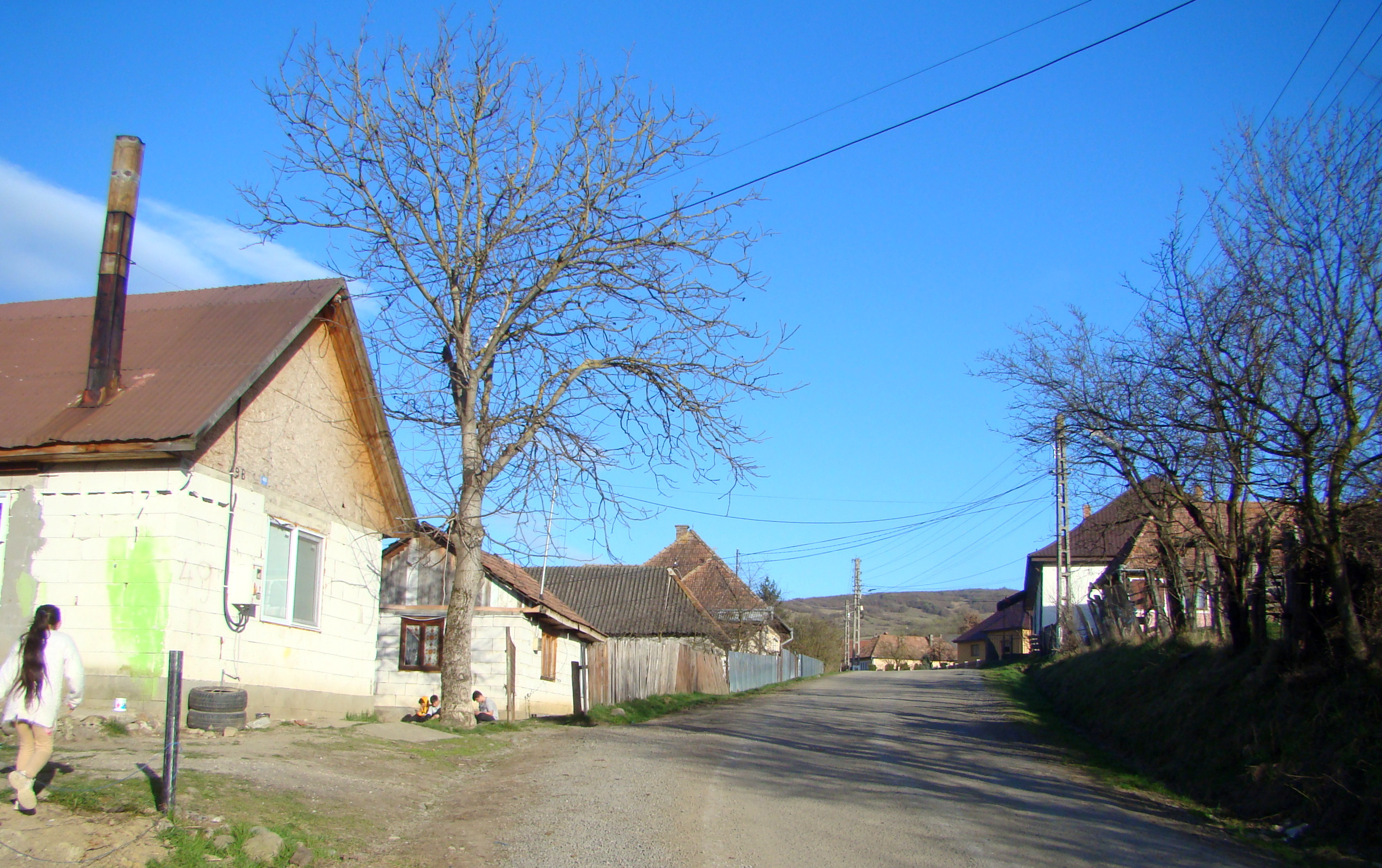
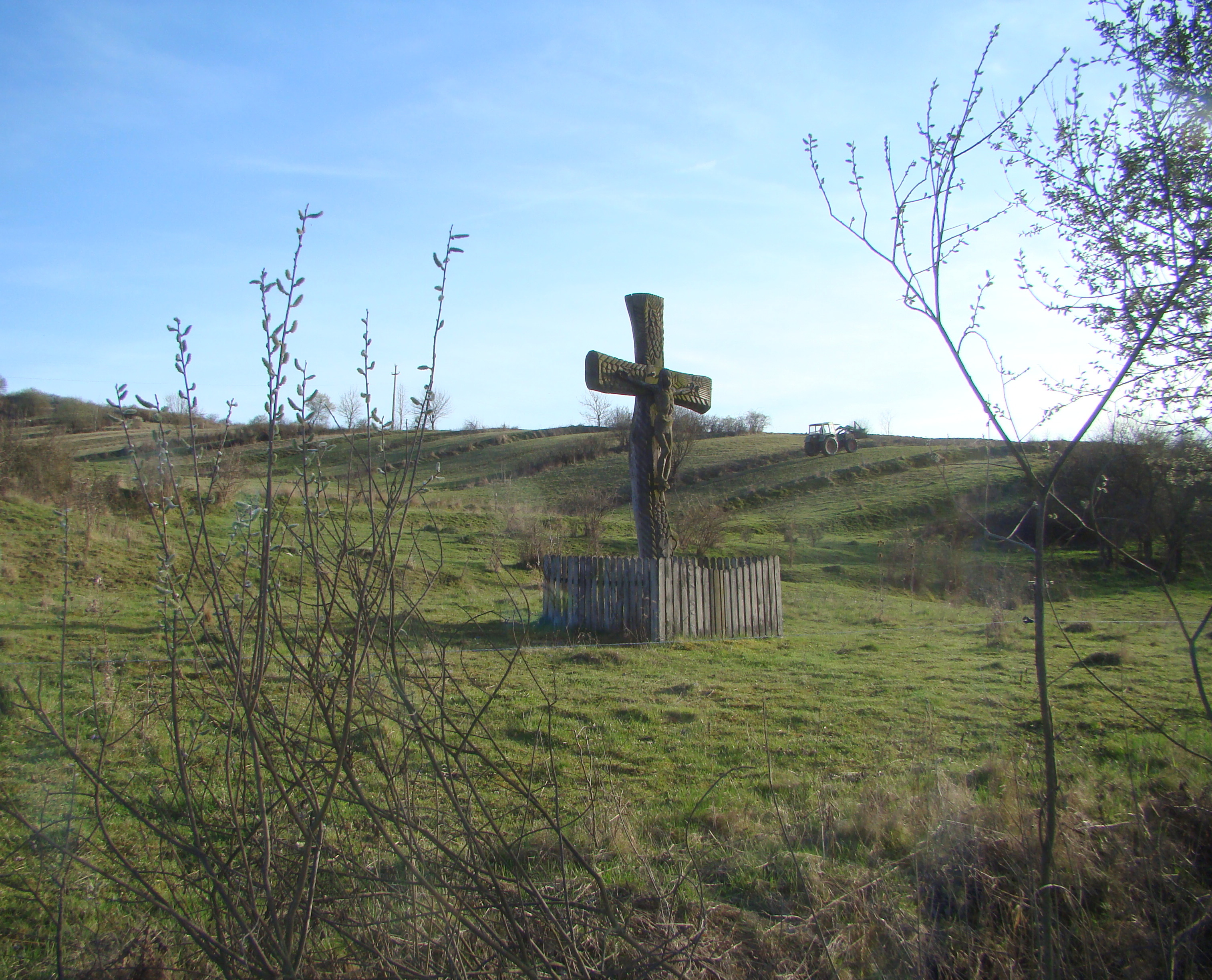
Troița
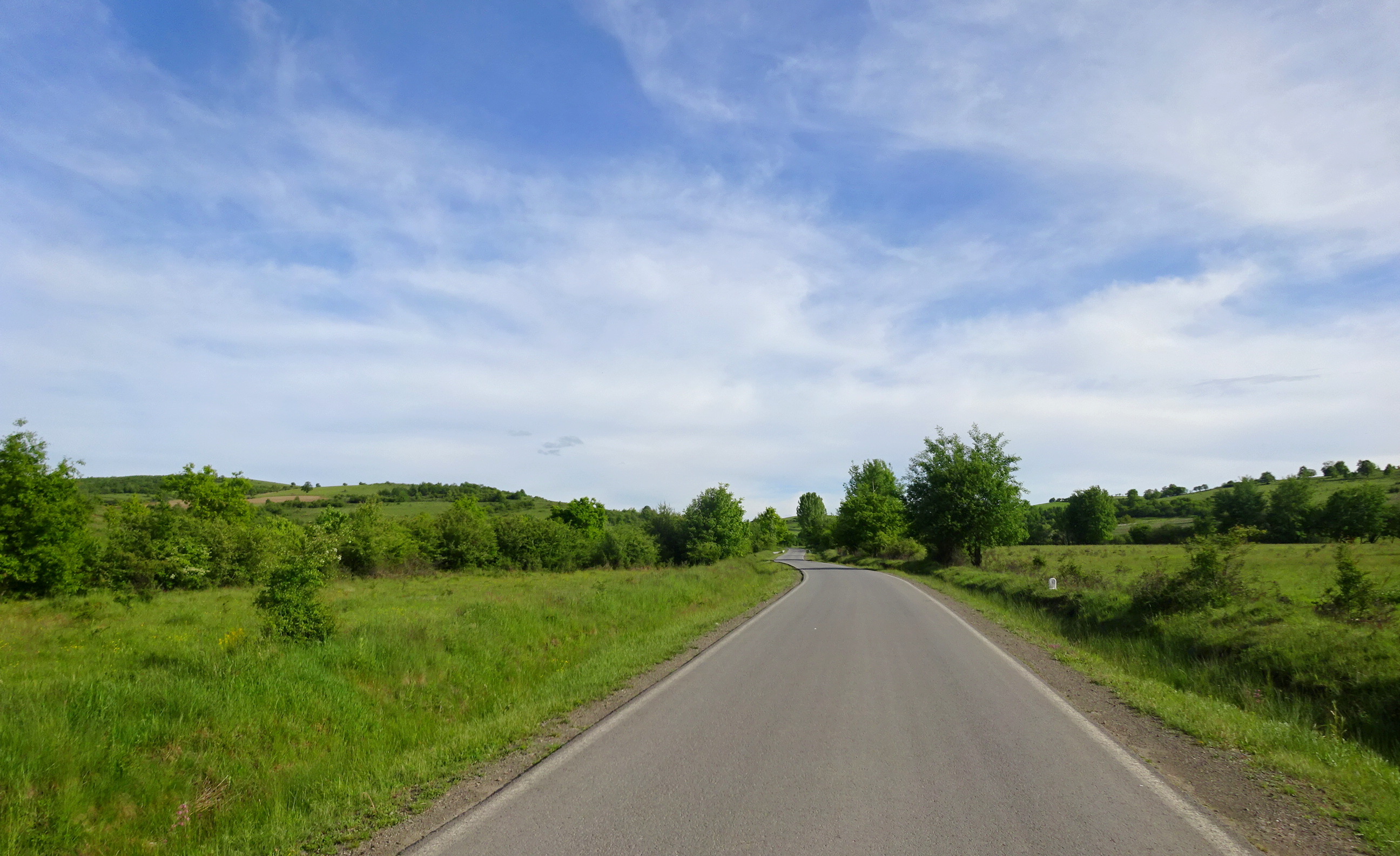
Drumul Gurghiu-Comori
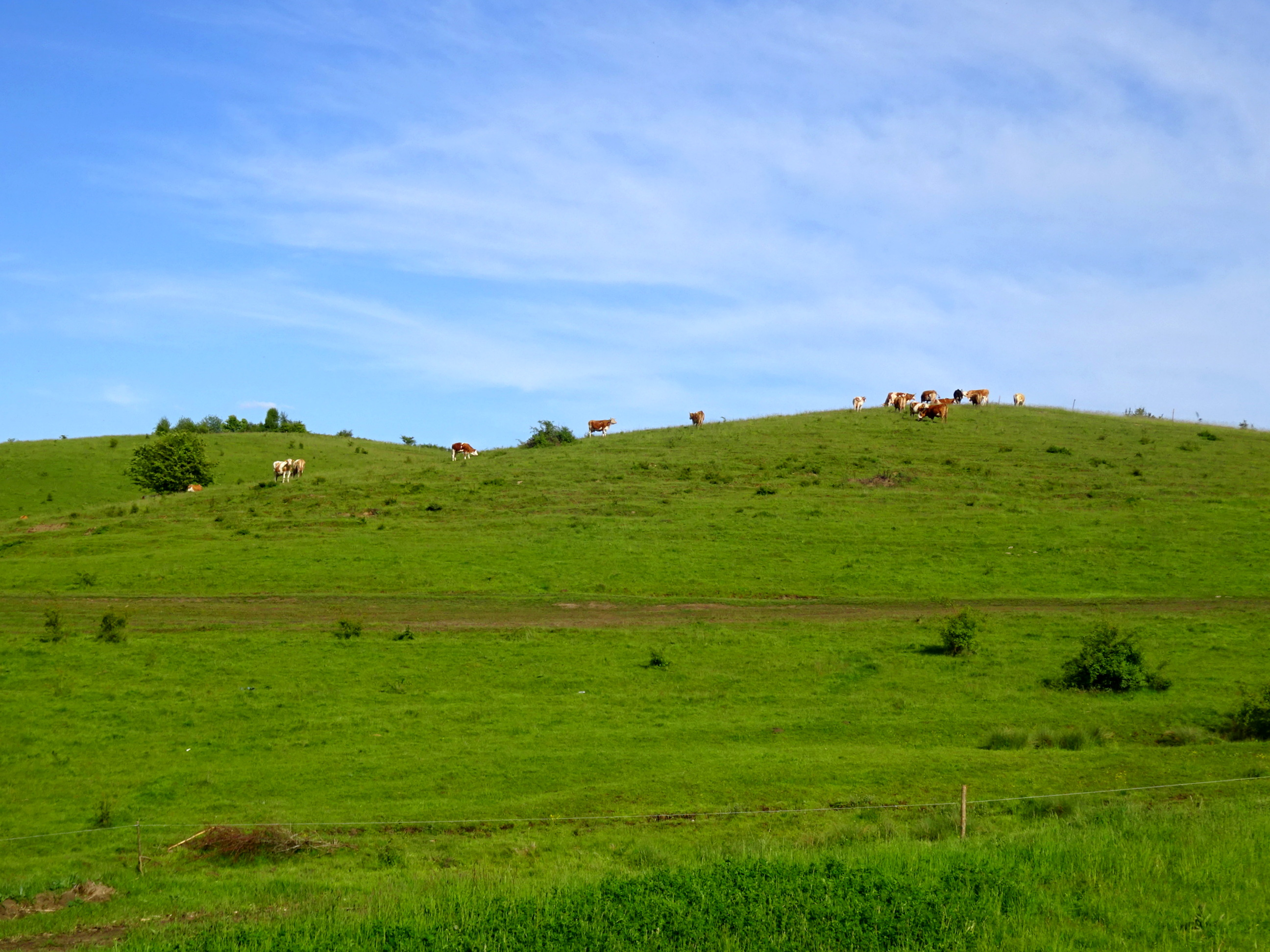
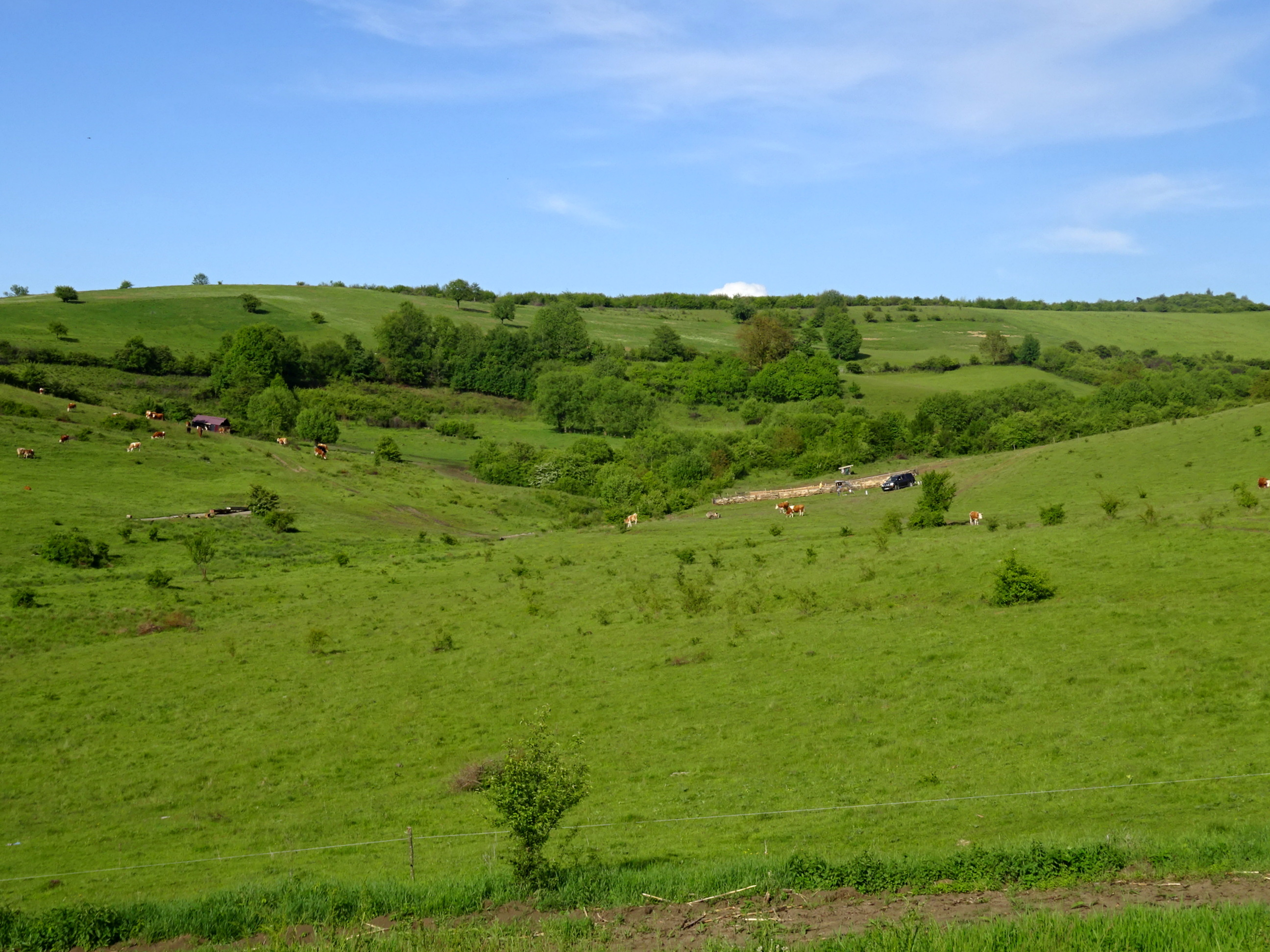
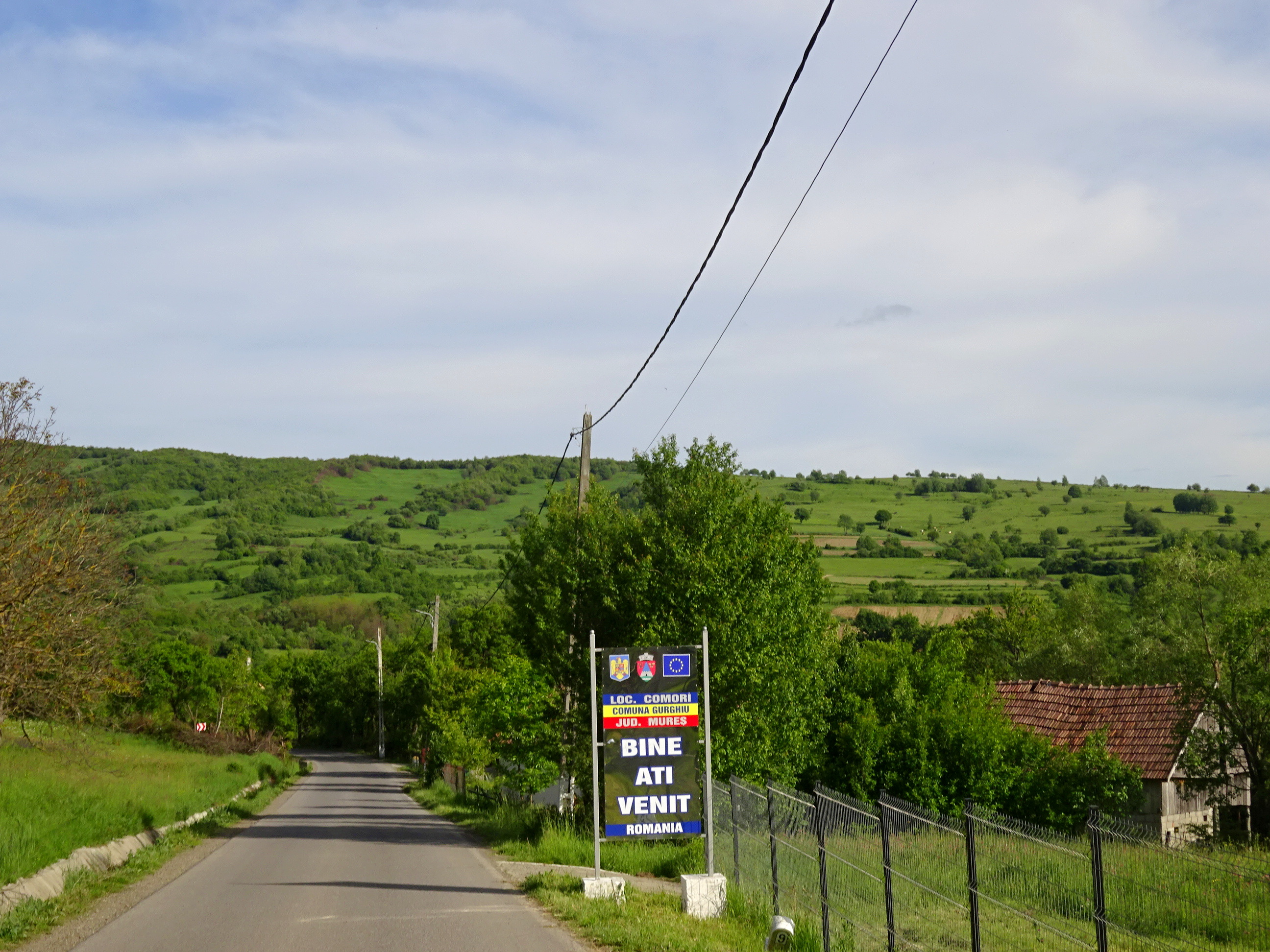
Intrarea în localitate dinpre centrul de  comună
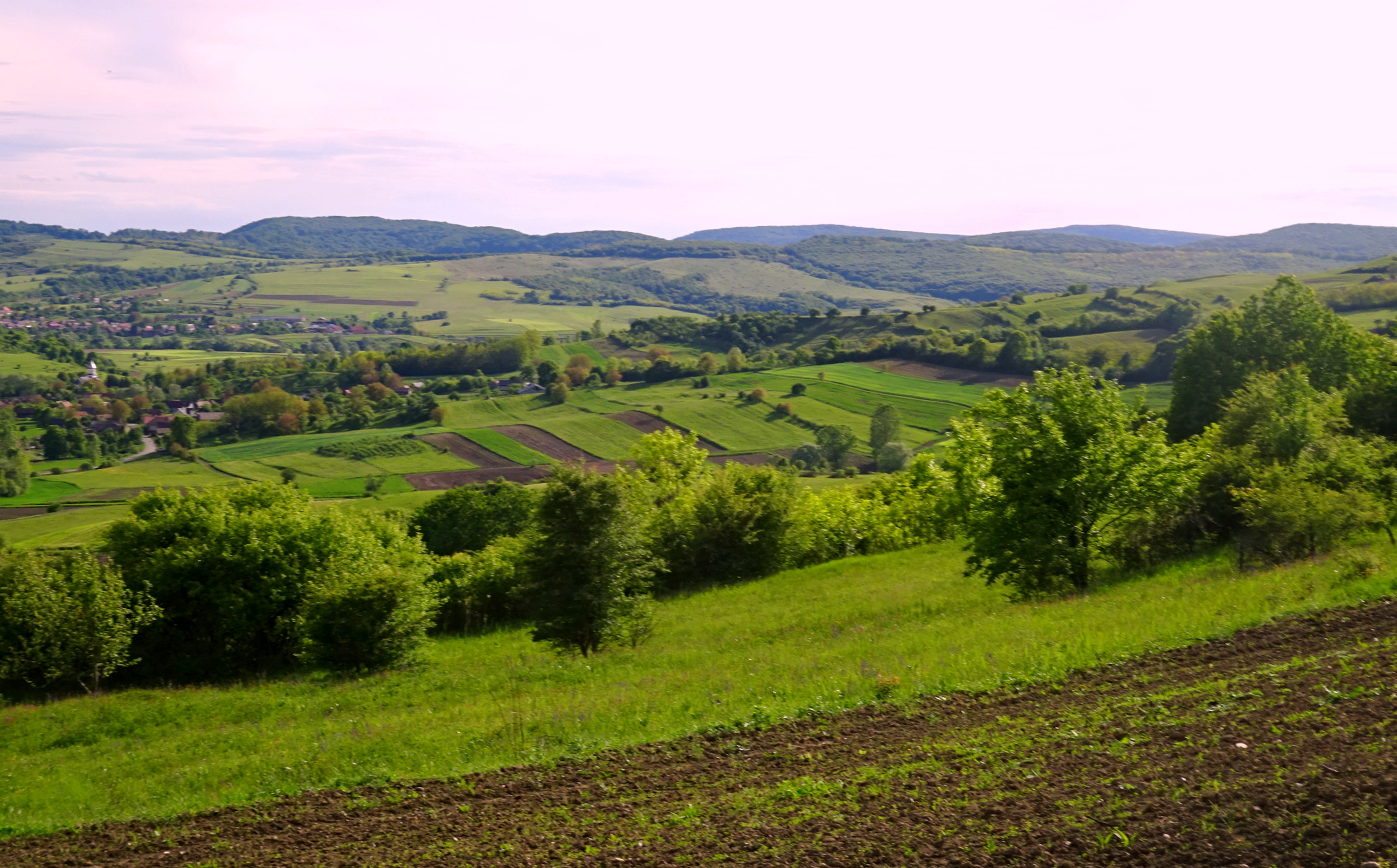
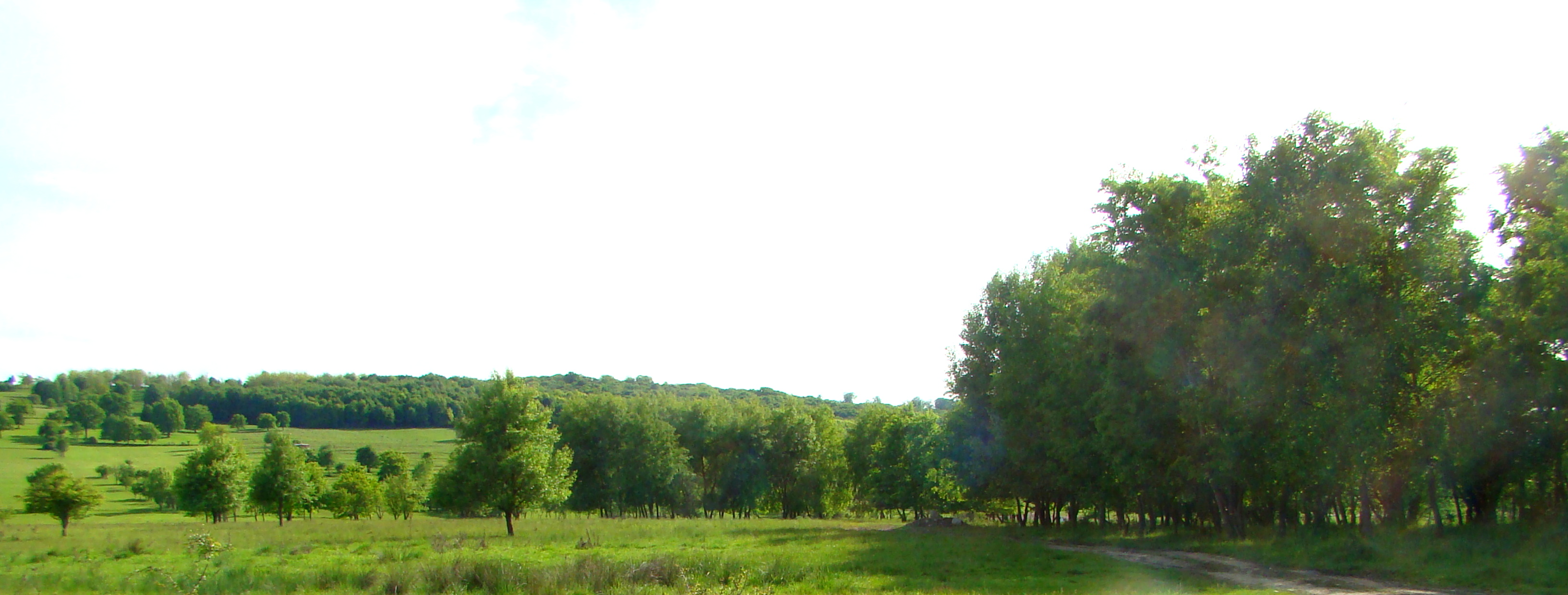